# Елемейка
Елеме́йка — деревня в Вачском районе Нижегородской области. Входит в состав Новосельского сельсовета.

## География
Находится на расстоянии около 5 км на западо-северо-запад от села Яковцево.

## История
В окладных книгах Рязанской епархии за 1676 год в составе прихода села Яковцево упоминается деревня Еремеевка, в которой насчитывалось 4 двора. В 1840-х годах деревня Елемейка входила в состав владений князя Сергея Григорьевича Голицына. В «Историко-статистическом описании церквей и приходов Владимирской Епархии» за 1897 год сказано, что в Елемейке насчитывается 7 дворов. Входила в состав Яковцевской волости Муромского уезда Владимирской губернии.

## Население
| 1859 | 1905 | 1926 | 1999 | 2002 | 2010 |
| ---- | ---- | ---- | ---- | ---- | ---- |
| 54   | ↘47  | ↘41  | ↘6   | ↘4   | ↘3   |